# أسفل لحكة (حالمين)

تعديل مصدري - تعديل

اسفل لحكة هي إحدى قرى عزلة حبيل الريدة بمديرية حالمين التابعة لمحافظة لحج، بلغ تعداد سكانها 21 نسمة حسب تعداد اليمن لعام 2004.